# Saint-Paul-d'Uzore
 Saint-Paul-d'Uzore  es una localidad y comuna de Francia, en la región de Ródano-Alpes, departamento de Loira, en el distrito y cantón de Montbrison.
Su población en el censo de 1999 era de 98 habitantes.
Está integrada en la Communauté d'agglomération Loire-Forez.

## Demografía
| 132 | 136 | 119 | 117 | 95 | 98 |
| Para los censos de 1962 a 1999 la población legal corresponde a la población sin duplicidades (Fuente: INSEE [Consultar]) |     |     |     |    |    |